# Horná Mariková
Horná Mariková és un poble i municipi d'Eslovàquia que es troba a la regió de Trenčín.

## Història
La primera menció escrita de la vila es remunta al 1321.

## Demografia
| Godina             | 1994 | 2004    | 2014    | 2024   |
| ------------------ | ---- | ------- | ------- | ------ |
| Nombre de persones | 908  | 757     | 613     | 583    |
| Diferència         |      | −16,62% | −19,02% | −4,89% |

| Godina             | 2023 | 2024   |
| ------------------ | ---- | ------ |
| Nombre de persones | 574  | 583    |
| Diferència         |      | +1,56% |